# Сечень (Телеорман)
Сечень, Сечені (рум. Săceni) — село у повіті Телеорман в Румунії. Адміністративний центр комуни Сечень.
Село розташоване на відстані 85 км на захід від Бухареста, 36 км на північний захід від Александрії, 100 км на схід від Крайови.

## Населення
За даними перепису населення 2002 року у селі проживали 493 особи.
Національний склад населення села:
| Національність | Кількість осіб | Відсоток |
| -------------- | -------------- | -------- |
| румуни         | 476            | 96,6%    |
| цигани         | 17             | 3,4%     |

Рідною мовою назвали:
| Мова      | Кількість осіб | Відсоток |
| --------- | -------------- | -------- |
| румунська | 476            | 96,6%    |
| циганська | 17             | 3,4%     |